# Куреја
Куреја (рус. Курея) река је на северозападу европског дела Руске Федерације. Протиче преко северних делова Псковске области, односно преко територија њеног Стругокрасњенског и Пљушког рејона. Лева је притока реке Пљусе, те део басена реке Нарве, односно Финског залива Балтичког мора.
Свој ток започиње на северним обронцима Лушког побрђа и тече у смеру севера. Укупна дужина водотока је 80 km, док је површина сливног подручја 478 km².
Најважније притоке су Исаковка, Губинка, Сињуха и Лонка.